# Ichirō Ogimura
Ichirō Ogimura ((ja) 荻村 伊智朗, né le 25 juin 1932 à Itō, mort le 4 décembre 1994 à Tōkyō) est un pongiste japonais, champion du monde en 1954 à Londres et en 1956 à Tōkyō. 
Il a été président de l'ITTF entre 1987 et 1994.